# Fils du ciel
 (novembre 2018).
Si vous disposez d'ouvrages ou d'articles de référence ou si vous connaissez des sites web de qualité traitant du thème abordé ici, merci de compléter l'article en donnant les références utiles à sa vérifiabilité et en les liant à la section « Notes et références ».

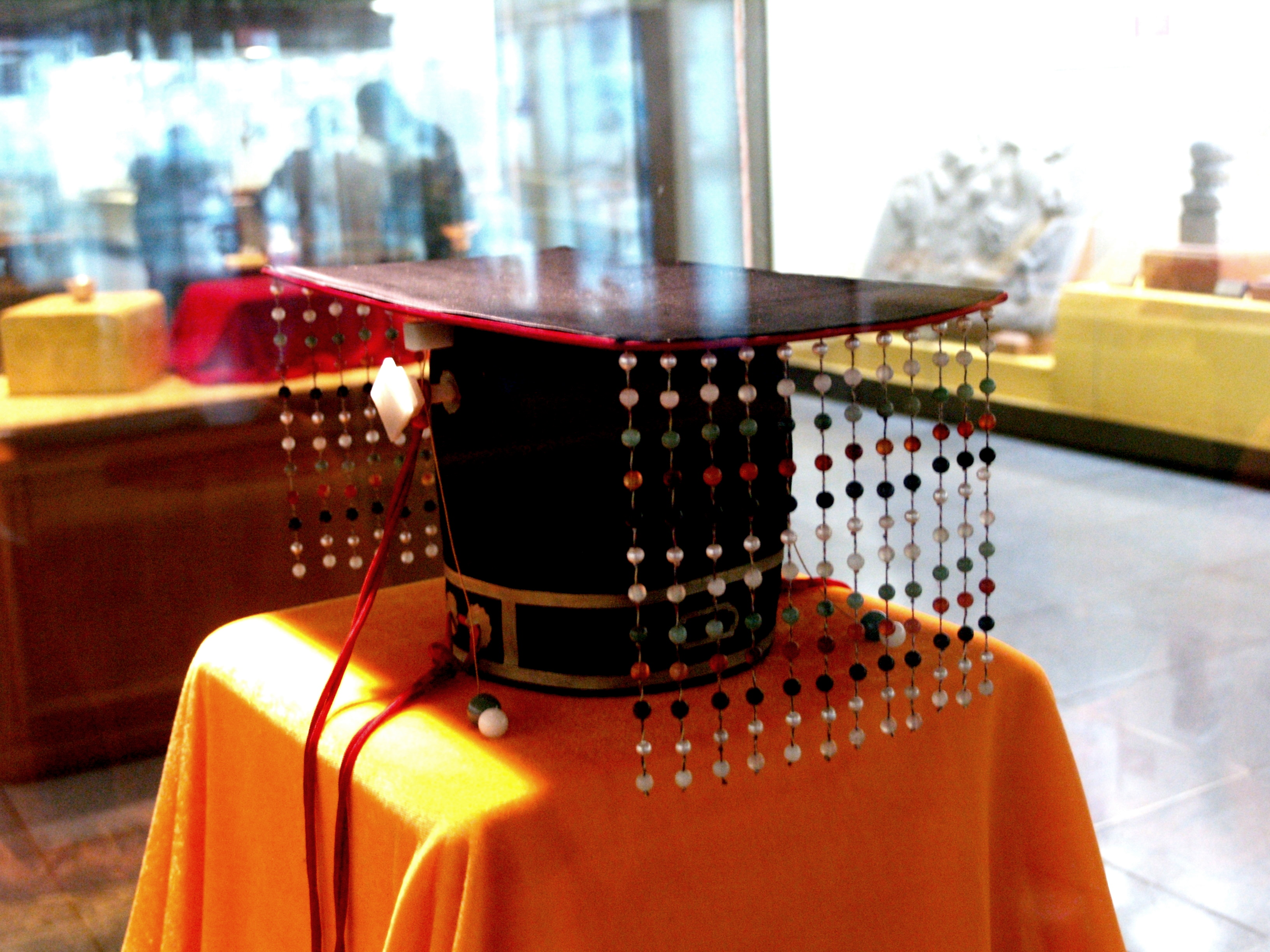
Mian (冕), couronne impériale traditionnelle de Chine. Exposée au musée Dingling des tombeaux des Ming

Fils du ciel (chinois : 天子 ; pinyin : Tiānzǐ) est un titre utilisé par les empereurs de Chine, puis repris par d'autres souverains asiatiques. Il est basé sur la notion de mandat du Ciel, selon laquelle le souverain tire son pouvoir et sa légitimité d'un ordre surnaturel.